# Onda corta
La frecuencia alta u onda corta (en inglés: High Frequency [HF] o shortwave [SW]) se refiere a la banda del espectro electromagnético englobada entre los 3 y los 30 MHz. La onda corta es una banda de radiofrecuencias en la que transmiten (entre otras) las emisoras de radio internacionales para transmitir su programación a todo el mundo y las estaciones de radioaficionados.

## Características de la onda HF

Propagación de las ondas por reflexión en la tierra y la ionosfera

En estas frecuencias las ondas electromagnéticas, que se propagan en línea recta, rebotan a distintas alturas (cuanto más alta la frecuencia a mayor altura) de la ionosfera (con variaciones según la estación del año y la hora del día), lo que permite que las señales alcancen puntos lejanos e incluso den la vuelta al planeta.
Se distinguen: entre 14 MHz y 30 MHz las bandas altas o bandas diurnas cuya propagación aumenta en los días de verano, y entre 3 MHz y 10 MHz las bandas bajas o nocturnas cuya propagación es mejor en invierno. Las bandas intermedias como la de radioaficionados de 10 MHz (30 m) y la de radiodifusión internacional de 25 m presentan características comunes a ambas.
Las bandas nocturnas son bandas cuya propagación es mejor durante la noche, y mejor en las noches de invierno.
Las bandas diurnas son bandas que, debido a la física de la ionosfera, tienen una mejor propagación de día que de noche, y mucho mejor durante los días de verano. Además, las bandas altas presentan otros modos de propagación, comunes con los de la VHF, como las Esporádicas-E.
La estación del año influye no solo en la duración respectiva del día y de la noche. También influye en la llamada propagación en zona gris, que permite aprovechar una buena propagación durante algunos minutos entre zonas que comparten la misma hora solar de amanecer o puesta del sol.
En radiodifusión están las bandas tropicales de 90 y 60 m, y las bandas internacionales de 75, 49, 41, 31, 25, 22, 19, 16, 15, 13 y 11 m.
Los radioaficionados cuentan con varias bandas en alta frecuencia: las de 3, 5, 7, 10, 14, 18, 21, 24 y 28 MHz, que corresponden a las bandas de 80, 60, 40, 30, 20, 17, 15, 12 y 10 m respectivamente.
La radio de onda corta es similar a las estaciones de onda media local (AM) que se pueden oír normalmente, solo que la señal de onda corta viaja una distancia mayor.
Normalmente se utiliza el modo AM (amplitud modulada) y la BLU o SSB (Banda Lateral Única o Single Side Band) tanto superior como inferior. También se usa el modo de telegrafía CW, el RTTY, la Frecuencia Modulada, la SSTV, entre otros tipos de modulación.
A pesar de lo que se piensa, no se necesita una radio extraordinaria para oír estas transmisiones provenientes de todo el mundo. Todo lo que se necesita es una radio "normal" que pueda recibir la banda de onda corta. Tales radios pueden ser muy baratas. Para oír transmisiones internacionales, puede usarse simplemente la antena telescópica que se encuentra en muchas radios de FM. Sin embargo para la recepción de transmisiones internacionales más exóticas se debe conectar un trozo de cable o alambre simple a la antena de un radio. Puede encontrarse mucha información al respecto en algunos programas en onda corta, en revistas como "ShortWave Magazine" (SWM), o a menudo en los grupos de noticias especializados, como "rec.radio.shortwave".
Las bandas compiten actualmente con la programación entregada por satélite.
Actualmente, en varios países las emisiones tradicionales en analógico (AM) se están sustituyendo por emisiones digitales en formato DRM.

## Sistemas que funcionan con onda corta

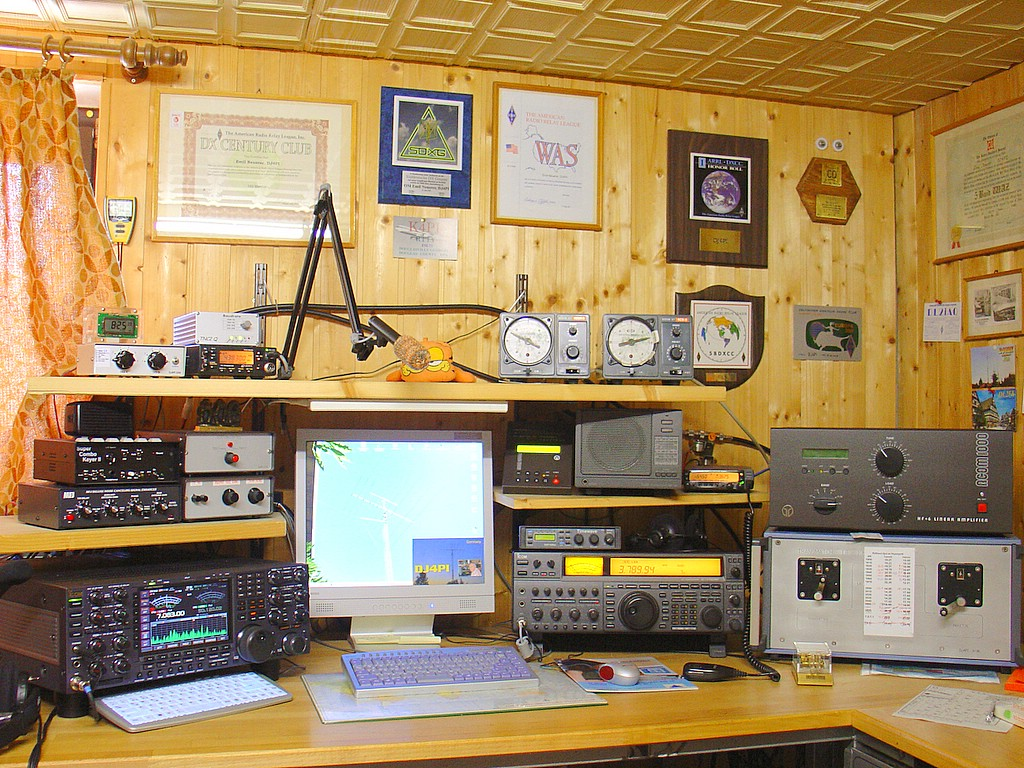
Una estación de radio aficionada que incorpora dos transceptores de onda corta.

Resultan particularmente importantes las bandas reservadas por la UIT en conjunción con la OMI, para la navegación marítima, especialmente la transpolar. El modelo GMDSS incluye radioteléfono de onda corta que además es obligatorio en determinadas áreas de navegación, especialmente las polares (con baja cobertura satelital). También se pueden recibir avisos por medio de este sistema utilizando llamada selectiva digital, aunque va quedando obsoleto ante nuevas tecnologías. 
Además de frecuencias reservadas a las fuerzas de seguridad y de defensa, a las transmisiones de onda corta y a los radio aficionados, existen otras mucho menos conocidas.
Por ejemplo, algunas; frecuencias han sido reservadas para los aviones de línea como frecuencias secundarias cuando atraviesan los océanos; otras han sido reservadas para teléfonos inalámbricos, dispositivos de control remoto e incluso para la banda Ciudadana o CB.
La identificación de productos y personas por radio frecuencia de onda corta de 13,56 MHz se utiliza para una acción corta de hasta 1,5 m de distancia y se basa en la acción de un campo magnético. 

## Guía de Estaciones de Radiodifusión Internacional
Listado de Radio Estaciones que emiten por el espectro de frecuencias radiales HF (3000 - 20 000 kHz) tanto en emisión análoga como digital:

## Onda Corta (SW)

### América
| Estación Emisora                      | Frecuencias | Horario de Emisión (UTC) | Propietario                                                                    |
| ------------------------------------- | --- | --- | ------------------------------------------------------------------------------ |
| Voz de América                        | África: 4930, 4960, 6080, 15 580 y 17 895 kHz. Sudán del Sur: 11 850, 13 865, 15 180 kHz. | | Agencia de Estados Unidos para los Medios Globales, Gobierno de Estados Unidos |
| Radio Marti                           | América: 7340 kHz | | Agencia de Estados Unidos para los Medios Globales, Gobierno de Estados Unidos |
| Radio Habana Cuba                     | 5040 kHz, 6000 kHz, 6060 kHz, 6100 kHz, 6165 kHz, 7380 kHz, 9535 kHz, 9710 kHz, 11 670 kHz, 11 760 kHz, 11 850 kHz, 11 950 kHz, 13 700 kHz, 13 740 kHz, 15 140 kHz, 15 230 kHz, 15 370 kHz, 15 730 kHz. | | Estado de Cuba                                                                 |
| Worldwide Eternal Word Network (WEWN) | 9385 kHz y 15 610 kHz para Asia, Medio Oriente, África e Indostán 5970 kHz y 12 050 kHz para América.                                                                                                   | 00:00 - 13:00 y 14:00 - 23:00 horas para América. 00:00 - 05:00 y 19:00 - 23:00 horas para Asia, Medio Oriente, África e Indostán. | Eternal Word Television Network (EWTN), Iglesia católica                       |

## Digital Radio Mondiale (DRM)

### América
| Estación Emisora                      | Frecuencias                                                                                           | Horario de Emisión (UTC) | Propietario                                                                    |
| ------------------------------------- | --- | --- | ------------------------------------------------------------------------------ |
| Voz de América                        | África: 4930, 4960, 6080, 15 580 y 17 895 kHz. Sudán del Sur: 11 850, 13 865, 15 180 kHz.             | | Agencia de Estados Unidos para los Medios Globales, Gobierno de Estados Unidos |
| Radio Marti                           | América: 7340 kHz.                                                                                    | 17:00 - 02:00 horas para América.                                                                                                  | Agencia de Estados Unidos para los Medios Globales, Gobierno de Estados Unidos |
| Worldwide Eternal Word Network (WEWN) | 9385 kHz y 15 610 kHz para Asia, Medio Oriente, África e Indostán 5970 kHz y 12 050 kHz para América. | 00:00 - 13:00 y 14:00 - 23:00 horas para América. 00:00 - 05:00 y 19:00 - 23:00 horas para Asia, Medio Oriente, África e Indostán. | Eternal Word Television Network (EWTN), Iglesia católica                       |